# ديكسي لي راي
ديكسي لي راي (بالإنجليزية: Dixy Lee Ray)‏ (سبتمبر 1914 - 2 يناير 1994). عالمة وسياسيَّة أمريكية، شغلت منصب الحاكم السابع عشر لولاية واشنطن الأمريكية، كانت أول حاكمة في تاريخ هذه الولاية، وكانت على رأس عملها أثناء ثوران جبل سانت هيلين عام 1980، واشتهرت بآرئها الداعمة للطاقة النووية.
درست ديكس في جامعة ستانفورد، وحصلت منها على درجة الدكتوراه في علم الأحياء، وأصبحت أستاذة مساعدة في علم الأحياء في جامعة واشنطن عام 1957، وعُيِّينت عام 1973 رئيسةً للجنة الولايات المتحدة للطاقة الذرية من قبل الرئيس ريتشارد نيكسون، وتحت قيادتها تمَّ فصل برامج البحث والتطوير عن برامج السلامة، وفي عام 1975 عُيِّينت كمساعد لوزير الخارجية لشؤون المحيطات والشؤون البيئية والعلمية من قبل الرئيس جيرالد فورد، ولكنها استقالت بعد ستة أشهر فقط بسبب قلة الصلاحيات الممنوحة لها.
خاضت ديكس راي الانتخابات العامة في ولاية واشنطن عام 1976 كممثلة للحزب الديمقراطي، وفازت بمنصب حاكم واشنطن رغم أسلوبها السياسي الحاد، دافعت خلال ولايتها عن دعم النمو والتنمية، وواصلت التعبير عن حماسها للطاقة الذرية، وفي 3 نيسان أبريل 1980 أعلنت حالة الطوارئ نتيجة ثوران بركان جبل سانت هيلين، واستقالت بعد خسارتها لترشيح الحزب الديمقراطي في وقت لاحق من ذلك العام.

## النشأة والتعليم
ولدت ديكسي راي في تاكوما بواشنطن، وكانت البنت الثانية في عائلة مكونة من خمس فتيات، انضمت منذ صغرها إلى الكشافة وفي سن الثانية عشرة أصبحت أصغر فتاة حتى ذلك الوقت تتسلق قمة جبل رينييه. التحقت بمدرسة تاكوما الثانوية وتخرَّجت من كلية ميلز في أوكلاند - كاليفورنيا عام 1937. وحصلت على درجة الماجستير في علم الأحياء عام 1938، وفي عام 1942 دخلت برنامج الدكتوراه في علم الأحياء في جامعة ستانفورد. وكانت أطروحتها حول الجهاز العصبي المحيطي عند الأسماك الفانوسية، وأكملت البحث الخاص بأطروحتها عام 1945 في محطة هوبكنز البحرية في كاليفورنيا.

## مسيرتها العلمية

### جامعة واشنطن
عادت راي إلى واشنطن عام 1945 لتصبح مدرسة في قسم علم الأحياء بجامعة واشنطن، وتمَّت ترقيتها إلى منصب أستاذ مساعد عام 1947، وبعد خمس سنوات حصلت على منحة زمالة من مؤسسة جون سيمون غوغنهايم المرموقة لمدة ستة أشهر من أبحاث ما بعد الدكتوراه في جامعة كاليفورنيا للتكنولوجيا. وفي عام 1957 شغلت منصب كبير العلماء على متن المركبة Vega خلال الرحلة الاستكشافية الدولية للمحيط الهندي.

### عملها الحكومي

#### هيئة الطاقة الذرية
عيَّن الرئيس الأمريكي ريتشارد نيكسون ديكسي راي رئيسةً للجنة الطاقة الذرية الأمريكية عام 1973 بناءً على توصية من السيناتور ماغنوسون، ورغم أنَّها اعتذرت عن قبول المنصب في البداية ولكنها وافقت في نهاية المطاف تحت ضغط من أصدقائها.
بعد تعيينها في هذا المنصب بدأت الأنباء عن غرابة أطوار راي تتسرب للإعلام، وخصوصاً فيما يتعلق بسكنها ولباسها وطريقة حياتها اليومية، ولكنَّ الرأي العام وجد أنَّ تصرفاتها مبهجة وطريفة. ومع ذلك فقد اصطدمت بالعديد من المعارضين مثل ميلتون شو رئيس قسم تطوير المفاعلات النووية، وتشيت هوليفيلد عضو الكونغرس المسؤول عن الطاقة النووية. نجحت في إقصاء ميلتون بعد عام واحد فقط من توليها لرئاسة اللجنة، لم تكن مهام هذه اللجنة بحثية فقط بل تعدته لصنيع الأسلحة النووية أيضاً، ويُقال إنَّ راي قالت عندما شاهدت رأس نووي حربي لأول مرة: إنَّه تحفة فنية جميلة وعمل تكنولوجي رائع.
استمرَّت راي رئيسةً للجنة الطاقة الذرية الأمريكية حتى ألغيت هذه اللجنة عام 1975.

#### وزارة الخارجية الأمريكية
عين الرئيس الأمريكي جيرالد فورد ديكسي راي عام 1975 كمساعدة لوزير الخارجية لشؤون المحيطات والشؤون البيئية والعلمية الدولية، ولكنها استقالت بعد ستة شهور فقط بسبب محدودية الصلاحيات الممنوحة لها على حدِّ قولها، وقالت في جلسة استماع أمام الكونغرس أنَّها رأت وزير الخارجية هنري كيسنجر مرة واحدة فقط، وكان ذلك في اليوم الذي أدت فيه اليمين كمساعدة لوزير الخارجية.

## حاكمة واشنطن
وسط دهشة الكثيرين أعلنت راي في عام 1975 أنَّها ستسعى للوصول إلى منصب حاكمة واشنطن، ورغم أنَّها لم تكن تنتمي لحزب سياسي وقتها ولكنَّها أعلنت نفسها ديمقراطية. عُرفت راي بأسلوبها الحاد والمباشر أثناء حملتها الانتخابية، خصوصاً أثناء ردِّها على أسئلة الصحفيِّين.
فازت راي بترشيح الحزب الديمقراطي بفارق ضئيل عن عمدة سياتل ويس أولمان، وذلك لأنَّها لم تنفق أي أموال تقريباً على حملتها الانتخابية، وليس لديها أي خبرة سابقة في الترشح لهكذا مناصب، وليس لديها دعم كبير من الطبقة السياسية في الولاية. رغم كلِّ ذلك ورغم تنبؤات الصحف الكبرى بفشلها، فازت راي بانتخابات الولاية بنسبة 53%. بعد إعلان النتائج وعندما طلب منها أحد الصحفيين شرح فوزها المفاجئ قالت: هل يمكن أن يكون ذلك لأنني جميلة جداً؟؟.
بدأت راي في مراجعة رواتب موظفي الحكومة في ولايتها، وأشرفت بشكلٍ كامل على أول تمويل حكومي للتعليم الأساسي. وسرعان ما أثارت استياء زملائها الديمقراطيين بسبب آرائها المحافظة في مواضيع الطاقة والبيئة، كما أنها أيدت الدعم غير المحدود للتنمية، واستمرت في التعبير عن حماسها للطاقة الذرية. وكذلك فعلت للجمهوريِّين أيضاً عندما طردت 124 موظف جمهوري كان قد عيَّينهم سلفها الحاكم الجمهوري دانييل إيفانز. وكانت معاملتها لوسائل الإعلام فظة وغريبة فقد أجرت مثلاً مقابلة مع مراسل التلفزيون المحلي بول بويد وهي ترتدي قميصاً رياضياً وجوارب حمراء.

### حالة الطوارئ
في 3 نيسان أبريل عام 1980 أعلنت راي حالة الطوارئ في ولاية واشنطن نتيجة لتفاقم خطر الثوران البركاني الذي يمثله جبل سانت هيلين، وحذرت من احتمال كبير لحدوث ثوران بركاني أو تدفق حمم بركانية، ودعت الناس إلى الابتعاد عن الجبل. ثمَّ أعقبت مرسوم الطوارئ بالإعلان عن «منطقة حمراء» جنوب غرب واشنطن يمنع دخول عامة الناس إليها، وخوَّلت القوات المسلحة نقل السكان الموجودين فيها بالقوة إذا لزم الأمر.
حدث ثوران البركان أخيراً في 18 أيار مايو 1980، وأودى بحياة 57 شخص مع أضرار مادية غير مسبوقة، وفي اليوم التالي ومستندةً إلى قانون الطوارئ أجلت راي الانتخابات المحلية في الولاية والتي كان من المُزمع إجراؤها في 20 أيار مايو.
ترشحت راي بعد ذلك لإعادة الانتخاب عام 1980، ولكنها لم تحظَ بترشيح الحزب الديمقراطي وخسرت أمام السيناتور جيم مكديرموت بنسبة 56% إلى 41%، والذي خسر بدوره أمام المرشح الجمهوري جون سبيلمان في الانتخابات العامة.

### حياتها اللاحقة
تقاعدت راي في مزرعتها في جزيرة فوكس بعد تركها لمنصب الحاكم، ومع ذلك كانت في كثيرٍ من الأحيان تبدي رأيها أو تشارك بمداخلات حول الوضع السياسي العام، ونقلت عنها صحيفة سياتل بوست قولها إنها تفضل إلغاء الأحزاب السياسية [3]. شاركت خلال تقاعدها في تأليف كتابين عن الحركة البيئية في الولايات المتحدة الأمريكية، ووصفت في هذه الكتب دعاة حماية البيئة بسخرية بأنَّهم: «معظمهم من البيض، من ذوي الدخل المتوسط إلى المرتفع، وغالباً ما يكونوا من الحاصلين على تعليم جامعي، ويتسمون بعقلية عاطفية جيدة تؤدي أحيانًا إلى سلسلة قوية من النخبوية التي تقترن غالباً مع الاعتقاد بأن الغاية تبرر الوسيلة»، واقترحت في هذه الكتب أيضاً إلقاء النفايات المشعة في البحر ورفضت الدعوات لتنظيف موقع هانفورد المشع.

## موتها والإرث الذي تركته
توفيت ديكسي لي راي في 2 يناير عام 1994 في منزلها في جزيرة فوكس.
لقد كانت حياة راي مثيرة للجدل لأصدقائها وأعدائها على حدٍّ سواء، وقال عنها خليفتها الحاكم جون سبيلمان: "إنَّها فريدة من نوعها، لقد كان لديها عقل لامع، لم يكن الناس معتادين على أشخاص سياسيِّين يتكلمون بصراحة، ولكنَّهم مع ذلك أحبوا كلَّ شيء قالته"، وفي عام 2014 كتب عنها الصحفي المخضرم كنوت بيرغر: لقد كانت راي سابقة لعصرها، ومن المثير للاهتمام أن نلاحظ أنَّ العديد من وجهات نظرها بدأت تصبح مقبولة وسائدة الآن".
أنشأت الجمعية الأمريكية للمهندسين الميكانيكيين (ASME) جائزة ديكسي راي تكريماً لذكراها، وتمنح للمساهمات الهندسية المتميزة في مجال حماية البيئة، وقد مُنحت لأول مرة لكلايد فرانك عام 1999 ويتم منحها سنوياً منذ ذلك الحين.
منحت راي ميدالية الأمم المتحدة للسلام في عام 1973، وجائزة فرانسيس بوير للعلوم عام 1974، وحصلت على 20 شهادة دكتوراه فخرية من جامعات أمريكية وأجنبية عديدة طوال مسيرتها العلمية والمهنية.

## روابط خارجية
- ديكسي لي راي على موقع الموسوعة البريطانية (الإنجليزية)
- ديكسي لي راي على موقع مونزينجر (الألمانية)
- ديكسي لي راي على موقع إن إن دي بي (الإنجليزية)